# Пярну-Товарная
Пя́рну-Това́рная (эст. Pärnu Kaubajaam) — железнодорожная станция в городе Пярну на линии Таллин — Пярну. Находится на расстоянии 136,1 км от Балтийского вокзала.
На станции Пярну-Товарная расположены низкий перрон и пять путей. На станции останавливались пассажирские поезда, курсировавшие между Таллином и Пярну. Из Таллина на Пярну-Товарную поезд шёл 2 часа 11-15 минут.